# Verein für Leibesübungen von 1899 2001-2002
Questa voce raccoglie le informazioni riguardanti il Verein für Leibesübungen von 1899 nelle competizioni ufficiali della stagione 2001-2002.

## Stagione
Nella stagione 2001-2002 l'Osnabrück, allenato da Jürgen Gelsdorf, concluse il campionato di Regionalliga nord al 7º posto. In Coppa di Germania l'Osnabrück fu eliminato al secondo turno dal Bayern Monaco.

## Rosa
| N. |                         | Ruolo | Calciatore          |
| -- | ----------------------- | ----- | ------------------- |
| 1  | Germania (bandiera)     | P     | Uwe Brunn           |
| 2  | Polonia (bandiera)      | D     | Krzysztof Kowalik   |
| 3  | Brasile (bandiera)      | D     | Sidney              |
| 5  | Germania (bandiera)     | D     | Alexander Ukrow     |
| 6  | Germania (bandiera)     | C     | Wolfgang Schütte    |
| 7  | Germania (bandiera)     | C     | Guido Spork         |
| 8  | Stati Uniti (bandiera)  | C     | Joe Enochs          |
| 9  | Russia (bandiera)       | A     | Oleg Putilo         |
| 10 | Germania (bandiera)     | A     | Daniel Thioune      |
| 11 | Germania (bandiera)     | A     | Christian Claaßen   |
| 12 | Germania (bandiera)     | P     | Christopher Jürgens |
| 13 | Germania (bandiera)     | C     | Christian Thölking  |
| 13 | RD del Congo (bandiera) | A     | Addy-Waku Menga     |

| N. |                     | Ruolo | Calciatore             |
| -- | ------------------- | ----- | ---------------------- |
| 15 | Germania (bandiera) | D     | Philipp Haastrup       |
| 16 | Germania (bandiera) | D     | Patrick Owomoyela      |
| 17 | Spagna (bandiera)   | C     | Olliver Villar         |
| 18 | Germania (bandiera) | A     | Michael Petri          |
| 19 | Turchia (bandiera)  | D     | Kemal Halat            |
| 19 | Brasile (bandiera)  | C     | Everson                |
| 20 | Germania (bandiera) | C     | Heiko Petersen         |
| 21 | Germania (bandiera) | C     | Artur Zimmermann       |
| 22 | Germania (bandiera) | D     | Christian Alder        |
| 22 | Germania (bandiera) | C     | Christian Schiffbänker |
| 23 | Germania (bandiera) | D     | Arne Tammen            |
| 24 | Germania (bandiera) | A     | Jens Hülsmann          |

## Organigramma societario
Area tecnica
- Allenatore: Jürgen Gelsdorf
- Allenatore in seconda: Klaus Baumanns, Thorsten Haas
- Preparatore dei portieri:
- Preparatori atletici:
- Analisi video:

## Calciomercato

### Sessione estiva
| Acquisti | Acquisti          | Acquisti           | Acquisti |
| R.       | Nome              | da                 | Modalità |
| -------- | ----------------- | ------------------ | -------- |
| D        | Christian Alder   | TuS Celle          |          |
| C        | Everson           | Arminia Bielefeld  |          |
| D        | Krzysztof Kowalik | Carl Zeiss Jena    |          |
| D        | Patrick Owomoyela | Lüneburger         |          |
| A        | Oleg Putilo       | Fortuna Düsseldorf |          |

| Cessioni | Cessioni         | Cessioni              | Cessioni |
| R.       | Nome             | a                     | Modalità |
| -------- | ---------------- | --------------------- | -------- |
| C        | Ansgar Brinkmann | Arminia Bielefeld     |          |
| C        | Antoine Hey      | Anorthōsis            |          |
| A        | Jacek Janiak     | Oldenburg             |          |
| D        | Matthias Plump   | Cloppenburg           |          |
| D        | Matthias Rose    | Holstein Kiel         |          |
| C        | Alexander Rosen  | Eintracht Francoforte |          |
| C        | Lars Schiersand  | Holstein Kiel         |          |
| D        | Sven Teichmann   | Jahn Ratisbona        |          |
| C        | Dennis Weiland   | Magonza               |          |
| D        | Kay Wenschlag    | Holstein Kiel         |          |

## Risultati

### Regionalliga

#### Girone di andata
| Arbitro: | Anklam |

|                       |           |            |
| Dočev 54’ Litimba 80’ | Marcatori | 50’ Putilo |

| Arbitro: | Späker |

|              |           |            |
| Thölking 52’ | Marcatori | 82’ Schulz |

| Arbitro: | Keßler |

|              |           |                                            |
| Kruskopf 76’ | Marcatori | 18’ (rig.), 65’ Thioune 38’ (rig.) Everson |

| Arbitro: | Perschke |

|            |           |               |
| Putilo 62’ | Marcatori | 72’ Jurgeleit |

| Braunschweig 21 agosto 2001, ore 19:30 CEST 5ª giornata | Eintracht Braunschweig | 0 – 0 referto | Osnabrück | Stadion an der Hamburger Straße (15 219 spett.)\| Arbitro: \| Kinhöfer \| |
| Arbitro:                                                | Kinhöfer               |               |           |                                                                           |

| Arbitro: | Weber |

|             |           |               |
| Thioune 58’ | Marcatori | 19’, 60’ Jank |

| Arbitro: | Fleske |

|                   |           |             |
| Schütte 4’ (aut.) | Marcatori | 54’ Everson |

| Arbitro: | Seemann |

|                                |           |                |
| Claaßen 53’ Everson 87’ (rig.) | Marcatori | 90’ Marquinhos |

| Essen 22 settembre 2001, ore 14:00 CEST 9ª giornata | Rot-Weiss Essen | 0 – 0 referto | Osnabrück | Georg-Melches-Stadion (8 011 spett.)\| Arbitro: \| Wegener-Gärtner \| |
| Arbitro:                                            | Wegener-Gärtner |               |           |                                                                       |

| Arbitro: | Hems |

|                                              |           |              |
| Everson 22’, 50’ Kowalik 38’ Enochs 84’, 89’ | Marcatori | 71’ Rogowski |

| Arbitro: | Bley |

|                           |           |  |
| Dobrý 70’ Zani 78’ (rig.) | Marcatori |  |

| Arbitro: | Jauch |

|          |           |            |
| Spork 7’ | Marcatori | 87’ Kondev |

| Arbitro: | Anklam |

|                       |           |  |
| Ukrow 71’ Claaßen 79’ | Marcatori |  |

| Arbitro: | Häcker |

|                                             |           |                  |
| Vriesde 60’ Rodriguez 71’ Sidney 75’ (aut.) | Marcatori | 21’ (rig.) Spork |

| Arbitro: | Fleske |

|  |           |                          |
|  | Marcatori | 64’ Fröhlich 76’ Schmidt |

| Arbitro: | Meiwes |

|  |           |                       |
|  | Marcatori | 19’ Everson 73’ Halat |

| Arbitro: | Melms |

|  |           |                       |
|  | Marcatori | 57’ Fahner 81’ Cichon |

#### Girone di ritorno
| Arbitro: | Koop |

|                     |           |  |
| Ukrow 84’ Petri 90’ | Marcatori |  |

| Arbitro: | Korte |

|            |           |  |
| Mamoum 19’ | Marcatori |  |

| Arbitro: | Weber |

|                       |           |  |
| Spork 49’ Thioune 85’ | Marcatori |  |

| Kiel 15 dicembre 2001, ore 14:00 CET 21ª giornata | Holstein Kiel | 0 – 0 referto | Osnabrück | Holstein-Stadion (1 709 spett.)\| Arbitro: \| Bley \| |
| Arbitro:                                          | Bley          |               |           |                                                       |

| Osnabrück 5 marzo 2002, ore 19:30 CET 22ª giornata | Osnabrück | 0 – 0 referto | Eintracht Braunschweig | Piepenbrockstadion an der Bremer Brücke (7 750 spett.)\| Arbitro: \| Weber \| |
| Arbitro:                                           | Weber     |               |                        |                                                                               |

| Arbitro: | Gräfe |

|            |           |             |
| Sionko 58’ | Marcatori | 27’ Thioune |

| Arbitro: | Jansen |

|                               |           |              |
| Stuckmann 8’ (aut.) Ukrow 22’ | Marcatori | 15’ Lintjens |

| Arbitro: | Hoyzer |

|               |           |             |
| Burkhardt 53’ | Marcatori | 11’ Schütte |

| Arbitro: | Schößling |

|                          |           |          |
| Petersen 23’ Claaßen 62’ | Marcatori | 59’ Koen |

| Arbitro: | Jauch |

|                |           |                  |
| Milde 62’, 88’ | Marcatori | 24’ (rig.) Spork |

| Arbitro: | Gagelmann |

|                          |           |  |
| Petri 24’ Spork 46’, 71’ | Marcatori |  |

| Arbitro: | Meiwes |

|                                     |           |             |
| Mayer 11’, 18’ Tauer 35’ Kondev 50’ | Marcatori | 40’ Thioune |

| Arbitro: | Margenberg |

|                            |           |  |
| Schweißing 57’ Kruppke 89’ | Marcatori |  |

| Arbitro: | Melms |

|                        |           |  |
| Ukrow 3’ Owomoyela 50’ | Marcatori |  |

| Arbitro: | Perschke |

|              |           |            |
| Fröhlich 50’ | Marcatori | 90’ Tammen |

| Arbitro: | Späker |

|                                                          |           |  |
| Claaßen 16’ Spork 20’ (rig.) Sidney 39’ Schiffbänker 87’ | Marcatori |  |

| Arbitro: | Weber |

|            |           |                                 |
| Gaitán 48’ | Marcatori | 22’ Ukrow 49’ Petri 51’ Claaßen |

### Coppa di Germania
| Arbitro: | Fröhlich |

|                        |           |               |
| Putilo 35’ Everson 70’ | Marcatori | 72’ Arvidsson |

| Arbitro: | Wagner |

|  |           |                        |
|  | Marcatori | 49’ Jancker 62’ Scholl |

## Statistiche

### Statistiche di squadra
| Competizione      | Punti | In casa | In casa | In casa | In casa | In casa | In casa | In trasferta | In trasferta | In trasferta | In trasferta | In trasferta | In trasferta | Totale | Totale | Totale | Totale | Totale | Totale | DR  |
| Competizione      | Punti | G       | V       | N       | P       | Gf      | Gs      | G            | V            | N            | P            | Gf           | Gs           | G      | V      | N      | P      | Gf     | Gs     | DR  |
| ----------------- | ----- | ------- | ------- | ------- | ------- | ------- | ------- | ------------ | ------------ | ------------ | ------------ | ------------ | ------------ | ------ | ------ | ------ | ------ | ------ | ------ | --- |
| Regionalliga nord | 50    | 17      | 10      | 4       | 3       | 30      | 13      | 17           | 3            | 7            | 7            | 16           | 22           | 34     | 13     | 11     | 10     | 46     | 35     | +11 |
| Coppa di Germania | -     | 2       | 1       | 0       | 1       | 2       | 3       | 0            | 0            | 0            | 0            | 0            | 0            | 2      | 1      | 0      | 1      | 2      | 3      | -1  |
| Totale            | 50    | 19      | 11      | 4       | 4       | 32      | 16      | 17           | 3            | 7            | 7            | 16           | 22           | 36     | 14     | 11     | 11     | 48     | 38     | +10 |

### Andamento in campionato
| Giornata  | 1  | 2  | 3 | 4  | 5  | 6  | 7  | 8  | 9  | 10 | 11 | 12 | 13 | 14 | 15 | 16 | 17 | 18 | 19 | 20 | 21 | 22 | 23 | 24 | 25 | 26 | 27 | 28 | 29 | 30 | 31 | 32 | 33 | 34 |
| --------- | -- | -- | - | -- | -- | -- | -- | -- | -- | -- | -- | -- | -- | -- | -- | -- | -- | -- | -- | -- | -- | -- | -- | -- | -- | -- | -- | -- | -- | -- | -- | -- | -- | -- |
| Luogo     | T  | C  | T | C  | T  | C  | T  | C  | T  | C  | T  | C  | C  | T  | C  | T  | C  | C  | T  | C  | T  | C  | T  | C  | T  | C  | T  | C  | T  | T  | C  | T  | C  | T  |
| Risultato | P  | N  | V | N  | N  | P  | N  | V  | N  | V  | P  | N  | V  | P  | P  | V  | P  | V  | P  | V  | N  | N  | N  | V  | N  | V  | P  | V  | P  | P  | V  | N  | V  | V  |
| Posizione | 11 | 13 | 9 | 10 | 10 | 11 | 13 | 12 | 11 | 7  | 11 | 11 | 10 | 12 | 12 | 11 | 12 | 11 | 12 | 10 | 10 | 10 | 11 | 9  | 9  | 8  | 9  | 8  | 9  | 11 | 10 | 9  | 8  | 7  |

Legenda:

Luogo: C = Casa; T = Trasferta. Risultato: V = Vittoria; N = Pareggio; P = Sconfitta.

### Statistiche dei giocatori
| Giocatore       | Regionalliga nord | Regionalliga nord | Regionalliga nord | Regionalliga nord | Coppa di Germania | Coppa di Germania | Coppa di Germania | Coppa di Germania | Totale   | Totale | Totale      | Totale     |
| Giocatore       | Presenze          | Reti              | Ammonizioni       | Espulsioni        | Presenze          | Reti              | Ammonizioni       | Espulsioni        | Presenze | Reti   | Ammonizioni | Espulsioni |
| --------------- | ----------------- | ----------------- | ----------------- | ----------------- | ----------------- | ----------------- | ----------------- | ----------------- | -------- | ------ | ----------- | ---------- |
| C. Alder        | 29                | 0                 | 6                 | 1                 | 1                 | 0                 | 0                 | 0                 | 30       | 0      | 6           | 1          |
| U. Brunn        | 34                | 0                 | 2                 | 0                 | 2                 | 0                 | 0                 | 0                 | 36       | 0      | 2           | 0          |
| C. Claaßen      | 31                | 5                 | 2                 | 0                 | 2                 | 0                 | 0                 | 0                 | 33       | 5      | 2           | 0          |
| J. Enochs       | 29                | 2                 | 12                | 1                 | 2                 | 0                 | 1                 | 0                 | 31       | 2      | 13          | 1          |
| E. Everson      | 22                | 6                 | 5                 | 2                 | 2                 | 1                 | 1                 | 0                 | 24       | 7      | 6           | 2          |
| P. Haastrup     | 0                 | 0                 | 0                 | 0                 | 0                 | 0                 | 0                 | 0                 | 0        | 0      | 0           | 0          |
| K. Halat        | 14                | 1                 | 1                 | 1                 | 2                 | 0                 | 0                 | 0                 | 16       | 1      | 1           | 1          |
| J. Hülsmann     | 0                 | 0                 | 0                 | 0                 | 0                 | 0                 | 0                 | 0                 | 0        | 0      | 0           | 0          |
| C. Jürgens      | 0                 | 0                 | 0                 | 0                 | 0                 | 0                 | 0                 | 0                 | 0        | 0      | 0           | 0          |
| K. Kowalik      | 18                | 1                 | 4                 | 1                 | 1                 | 0                 | 0                 | 0                 | 19       | 1      | 4           | 1          |
| A. Menga        | 1                 | 0                 | 0                 | 0                 | 0                 | 0                 | 0                 | 0                 | 1        | 0      | 0           | 0          |
| P. Owomoyela    | 33                | 1                 | 3                 | 0                 | 1                 | 0                 | 0                 | 0                 | 34       | 1      | 3           | 0          |
| H. Petersen     | 21                | 1                 | 5                 | 0                 | 1                 | 0                 | 0                 | 0                 | 22       | 1      | 5           | 0          |
| M. Petri        | 25                | 3                 | 2                 | 0                 | 1                 | 0                 | 0                 | 0                 | 26       | 3      | 2           | 0          |
| O. Putilo       | 25                | 2                 | 0                 | 0                 | 2                 | 1                 | 0                 | 0                 | 27       | 3      | 0           | 0          |
| C. Schiffbänker | 3                 | 1                 | 0                 | 0                 | 0                 | 0                 | 0                 | 0                 | 3        | 1      | 0           | 0          |
| W. Schütte      | 32                | 1                 | 8                 | 2                 | 2                 | 0                 | 1                 | 0                 | 34       | 1      | 9           | 2          |
| S. Sidney       | 25                | 1                 | 6                 | 0                 | 2                 | 0                 | 1                 | 0                 | 27       | 1      | 7           | 0          |
| G. Spork        | 22                | 7                 | 6                 | 1                 | 1                 | 0                 | 0                 | 0                 | 23       | 7      | 6           | 1          |
| A. Tammen       | 20                | 1                 | 1                 | 0                 | 1                 | 0                 | 0                 | 0                 | 21       | 1      | 1           | 0          |
| D. Thioune      | 34                | 6                 | 8                 | 0                 | 2                 | 0                 | 1                 | 0                 | 36       | 6      | 9           | 0          |
| C. Thölking     | 10                | 1                 | 1                 | 0                 | 0                 | 0                 | 0                 | 0                 | 10       | 1      | 1           | 0          |
| A. Ukrow        | 34                | 5                 | 3                 | 0                 | 2                 | 0                 | 0                 | 0                 | 36       | 5      | 3           | 0          |
| O. Villar       | 2                 | 0                 | 1                 | 0                 | 1                 | 0                 | 0                 | 0                 | 3        | 0      | 1           | 0          |
| A. Zimmermann   | 1                 | 0                 | 0                 | 0                 | 0                 | 0                 | 0                 | 0                 | 1        | 0      | 0           | 0          |